# Ange Jean Michel Bonaventure Dax de Cessales d'Axat
Ange Jean Michel Bonaventure Dax de Cessales d'Axat (Bulaternera, 11 de juny del 1767 - castell de Saint Georges de Venejan (Gard), 18 d'agost del 1847) va ser un noble i militar nord-català, alcalde de Montpeller durant més de tres lustres.

## Biografia
Després d'estudiar a l'escola militar de Sorese el 1782, el 1784 era sotstinent del regiment de Bassigny. Quatre anys més tard, el seu cosí li llegà en morir el 20 de juliol del 1788 el títol i les propietats del marquesat d'Axat, títol que Ange-Jean emprà la resta de la seva vida. El 1792 passà a Espanya, i en el període 1793-1795 serví com a oficial del batalló de la Frontera i com a voluntari en una unitat d'emigrants, per acabar incorporant-se el 1796 al regiment de Borbó. Tornà a França el 1797, i hagué d'exiliar-se'n el 1815 durant els Cent Dies. Tornà en la Restauració i va ser nomenat cap de batalló el 1817. Fou alcalde de Montpeller del 1814 al 1830, i en aquesta ciutat occitana fundà, conjuntament amb el baró Fabre, el museu amb el nom d'aquest darrer. Després de dimitir de l'alcaldia, es dedicà a engrandir les forges i els tallers de laminació d'Axat (Aude) en el marc de la "Société anonyme des forges d'Axat", aprovada pel rei Lluís Felip el 19 de setembre del 1837. El 1849, aquesta indústria produïa 140 tones d'acer anuals.
Rebé la medalla del Lis i entrà amb el títol de cavaller a l'orde de la Legió d'Honor (decret del 18 d'agost del 1821) i a l'orde reial i militar de Sant Lluís, on l'acollí personalment el germà de Lluís XVIII, el comte d'Artois el 1814.
Ange Bonaventure Dax es casà amb Anasthasie Guignard de Saint-Priest, filla de l'exambaixador francès a Constantinoble, Madrid, Lisboa i la Haia, el comte Emmanuel de Saint-Priest, tinent-general dels exèrcits reials i par de França des del 1815. Tingueren sis fills.